# Goriščna razdalja
Goríščna razdálja (tudi goríščnica in žaríščna razdálja/dolžína ali žaríščnica) je razdalja gorišča od glavne ravnine leče ali ukrivljenega zrcala.
Goriščno razdaljo se označuje s {\displaystyle f\!}.
Predstavlja merilo za velikost zbiranja ali razprševanja svetlobe v optičnih sistemih. Pri zbiralnih lečah in konkavnih (vbočenih) zrcalih je po dogovoru goriščna razdalja pozitivna ({\displaystyle f>0\!}), pri razpršilnih lečah in konveksnih (izbočenih) zrcalih pa je negativna ({\displaystyle f<0\!}).
Poenostavljeno rečeno predstavlja goriščna razdalja razdaljo leče od njenega gorišča. Zbirne leče in konkavna zrcala zberejo na tej razdalji vzporedne žarke. Ne pomeni pa, da na tej razdalji nastane tudi slika predmeta. 
Na področju uporabe daljnogledov in fotografije pomeni večja goriščna razdalja večjo povečavo in tudi manjši zorni kot.

## Debele leče
Pri debelih lečah (leče, pri katerih se ne da zanemariti njihove debeline) in sestavljenih optičnih sistemih se loči dve goriščni razdalji:
- sprednja goriščna razdalja (oznaka FFL ali FFD), ki je razdalja od gorišča na sprednji strani do sečišča optične osi s prvo površino optičnega sistema.[1][2]
- zadnja goriščna razdalja (oznaka BFL ali BFD), ki je razdalja od gorišča na zadnji strani optičnega sistema do sečišča optične osi z zadnjo površino optičnega sistema.